# Schernberg (Sondershausen)

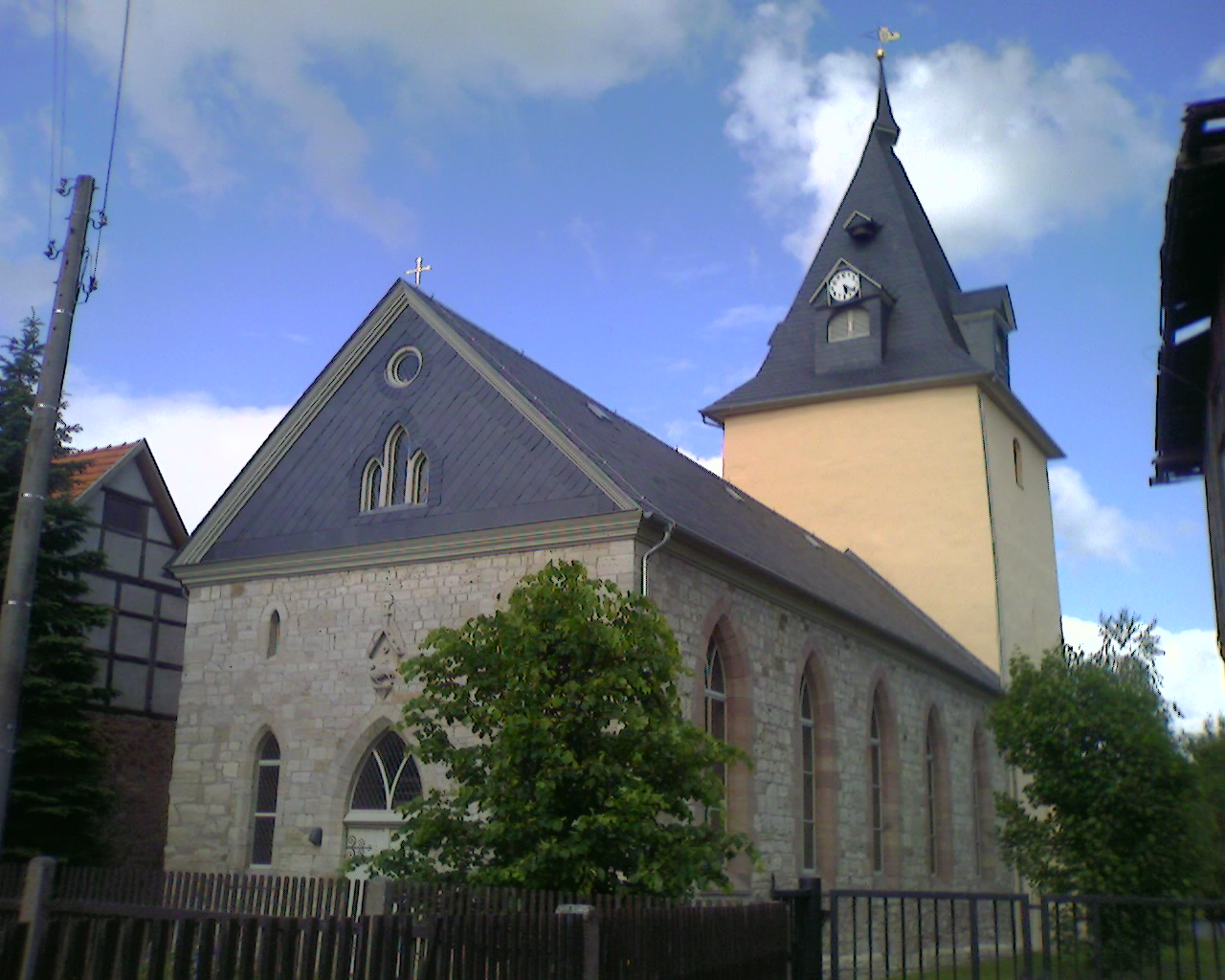
Kirche St. Crucis

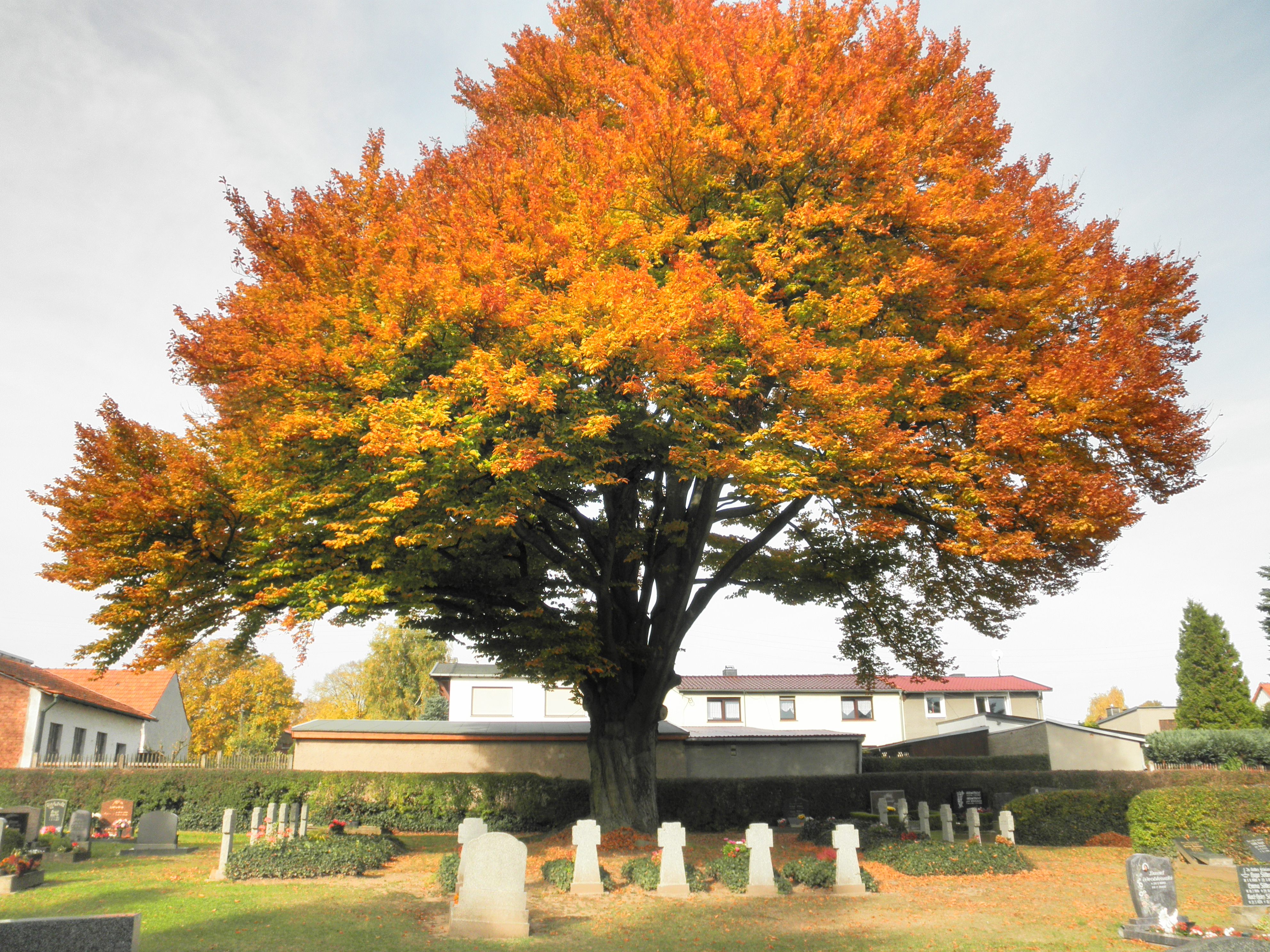
Gräber von 17 deutschen Soldaten, die am 10. April 1945 bei der Verteidigung der "Graßecke" ums Leben gekommen sind

Schernberg ist ein Ortsteil der Kreisstadt Sondershausen im thüringischen Kyffhäuserkreis.

## Geografie
Schernberg liegt am südlichen Rand der waldreichen Hainleite.

## Geschichte
Die urkundliche Ersterwähnung Schernbergs stammt aus dem Jahr 772, die Urkunde wird in Marburg aufbewahrt. 1203 werden die Ritter von Schernberg urkundlich erwähnt. Im Jahr 1525 wurde Dietrich von Tettenborn, der Sohn des Ritters Bernhard von Tettenborn auf seinem Gut Schernberg erschlagen. Der Bau der St.-Crucis-Kirche erfolgte im Jahr 1565. Bereits wenige Jahre später wütete die Pest im Ort und forderte 1582 etwa 80 Opfer und 1597 nochmals etwa 88 Opfer. Von 1603 bis 1607 lehrt der Kantor Petersdorf aus Sondershausen die Schüler in Schernberg Latein. Dadurch erhielt Schernberg den Namen „Universitätsstädtchen“. 
Am 1. Juni 1805 wurde der König Friedrich Wilhelm III. von Preußen mit seiner Gemahlin, der Königin Luise, auf der Durchreise von Nordhausen nach Erfurt vom Fürsten Günther Friedrich Karl I. und seinem Hofstaat auf der Schernberger Lehde begrüßt und bewirtet. Zur Erinnerung an dieses Treffen befindet sich auf dem "Königsplatz" eine Blutbuche. Seit 1834 besitzt Schernberg ein Justizsamt und im Jahre 1880 wurde eine Telegrafenbetriebsstelle in der Post eröffnet. Bis 1918 gehörte der Ort zur Unterherrschaft des Fürstentums Schwarzburg-Sondershausen. 1924 wird die erste Straßenbeleuchtung der Stadt in Betrieb genommen. Während des Zweiten Weltkriegs wird Gut Schernberg 1945 zum Frontbetrieb erklärt.
Am 10. April 1945 griffen US-Truppen eine deutsche Verteidigungsstellung am Chausseehaus "Graßecke" an der Straße Richtung Sondershausen an. Als es dabei zum Verlust eines US-Panzers kam, wurde Luftunterstützung angefordert. Jagdbomber griffen daraufhin nicht nur die Graßecke und deutsche Stellungen nördlich von Hohenebra an, sondern auch Schernberg selber. Dabei kamen 6 Zivilisten im Ort ums Leben und 22 Gebäude gerieten in Brand. Als an der Graßecke ein Jabo abgeschossen wurde, setzten die Amerikaner auch noch schwere Artillerie ein. 17 deutsche Soldaten der Wehrmacht kamen ums Leben, 14 von ihnen waren Jugendliche der Jahrgänge 1926 bis 1928. Sie waren Unteroffiziersschüler und Angehörige des Luftwaffen-Musikkorps in Sondershausen. Erst am 16. April durften sie feierlich unter großer Anteilnahme der Einwohner in einem Massengrab am Ort des Geschehens beigesetzt werden. Die Gebeine wurden dann 1949 auf den Friedhof der Gemeinde Schernberg umgebettet. Die Gräber unter einer großen Blutbuche waren auch zur Zeit der SBZ und DDR gepflegt und mit Holzkreuzen versehen. Nach der Wende setzte der Volksbund Deutsche Kriegsgräberfürsorge Steinkreuze für jeden Gefallenen. Eine dreiköpfige Familie nahm sich in Schernberg vor der Besetzung durch die US-Truppen das Leben.
Die amerikanische Besatzung wurde Anfang Juli 1945 durch die Rote Armee abgelöst. Damit wurde Schernberg Teil der SBZ und ab 1949 der DDR. Eine Folge war die Kollektivierung der bäuerlichen Betriebe ab 1952. Auf Befehl der sowjetischen Besatzungsmacht wurde das frühere Gutswohnhaus teilweise zerstört.

### Scherenburg
In Schernberg könnte die auf der Hainleite vermutete Burg Scherenburg gestanden haben, so wird die Möglichkeit vertreten. Sie wird aber auch als wüst auf der Hainleite angesehen.
Die Scherenburg, die sich auf der Hainleite befunden haben soll, wird als ursprünglicher Stammsitz der Familie der Herren von Schlotheim, die erblich das Truchsessenamt der Landgrafschaft Thüringen versah, angesehen, weil sie die Schere im Wappen führte. Danach hätten die späteren Herren von Schlotheim und Truchsesse der Landgrafschaft Thüringen vor 1174 die Scherenburg verlassen und ihren Sitz in Schlotheim genommen. 1267 urkundet unweit von Schernberg, mit Sitz auf der Burg Straußberg, im heutigen Ortsteil von Sondershausen Straußberg, der landgräfliche Truchsess von Thüringen Berthold von Schlotheim.
Es wird als möglich angesehen, dass die Scherenburg an der Stelle des heutigen Kirchhofes von Schernberg gestanden haben könnte. Der burgartige heutige Kirchturm könnte Bestandteil der früheren Scherenburg gewesen sein.

### Die ehemalige Einheitsgemeinde Schernberg
Am 10. Juni 1992 schlossen sich die Gemeinden Schernberg, Immenrode, Hohenebra, Thalebra, Kleinberndten, Großberndten und Straußberg zur Verwaltungsgemeinschaft Schernberg zusammen. Am 1. Januar 1996 wurden die Orte nach Schernberg eingemeindet. Am 12. Oktober 2006 wurde ein Vertrag unterzeichnet, der die Eingliederung der Einheitsgemeinde Schernberg in die Kreisstadt Sondershausen beinhaltet und am 1. Dezember 2007 in Kraft trat.

### Einwohnerentwicklung
Entwicklung der Einwohnerzahl (31. Dezember):
| - 2000: 3426 - 2005: 3292 - 2006: 3231 |

Datenquelle: Thüringer Landesamt für Statistik

## Verkehr
Der Haltepunkt Schernberg lag an der Bahnstrecke Hohenebra–Ebeleben. Hier fahren nur noch Güterzüge.